# 中国共产党娄底市委员会
中国共产党娄底市委员会（简称中共娄底市委）是中国共产党在娄底市的领导机关。

## 职责
根据《中国共产党地方委员会工作条例》，中国共产党地方委员会主要实行政治、思想和组织领导，承担下列职能：
1. 对本地区重大问题作出决策。
2. 通过法定程序使党组织的主张成为地方性法规、地方政府规章或者其他政令。
3. 加强对本地区宣传思想文化工作的领导，牢牢掌握意识形态工作领导权、话语权。
4. 按照干部管理权限任免和管理干部，向地方国家机关、政协组织、人民团体、国有企事业单位等推荐重要干部。
5. 支持和保证人大、政府、政协、法院、检察院、人民团体等依法依章程独立负责、协调一致地开展工作，发挥这些组织中党组的领导核心作用。
6. 加强对本地区群团工作和统一战线工作的领导。
7. 动员、组织所属党组织和广大党员，团结带领群众实现党的目标任务。

## 历任书记

### 娄底地区
| 届次 | 姓名   | 就任日期   | 离任日期  | 备注 |
| ---- | ------ | ---------- | --------- | ---- |
| 1    | 李顺   | 1982年12月 | 1985年3月 |      |
| 2    | 李德华 | 1985年3月  | 1986年4月 |      |
| 3    | 王焕明 | 1986年5月  | 1990年9月 |      |
| 4    | 唐之享 | 1990年9月  | 1993年3月 |      |
| 5    | 曹志斌 | 1999年     | 1995年4月 |      |

### 娄底市
| 届次 | 姓名   | 就任日期   | 离任日期   | 备注        |
| ---- | ------ | ---------- | ---------- | ----------- |
| 1    | 余英生 | 1999年     | 2000年4月  |             |
| 2    | 张建功 | 2000年4月  | 2003年2月  |             |
| 3    | 蔡力峰 | 2003年2月  | 2008年1月  |             |
| 4    | 林武   | 2008年3月  | 2012年12月 |             |
| 5    | 龚武生 | 2012年12月 | 2016年3月  |             |
| 6    | 李荐国 | 2016年3月  | 2019年12月 | [ 2 ] [ 3 ] |
| 7    | 刘非   | 2019年12月 | 2021年10月 | [ 4 ]       |
| 8    | 邹文辉 | 2021年10月 | 2025年4月  | [ 5 ]       |
| 9    | 曾超群 | 2025年4月  |            |             |